# Carnival Celebration
El Carnival Celebration es un crucero el buque insignia actual de la compañía naviera Carnival Cruise Line. Es el segundo buque de Carnival de la clase Excel de la flota, una subclase de la clase Excellence de Carnival Corporation & plc. Con 183.521 GT, es el barco más grande de la flota de Carnival. A diferencia de su barco hermano, Mardi Gras, así como del MS Celebration original, este barco se llama Carnival Celebration con el prefijo Carnival. Su nombre se anunció el 21 de agosto de 2020. Se ordenó el 6 de noviembre de 2016 al astillero finlandés Meyer Turku. La construcción comenzó el 13 de enero de 2021 y finalizó el 2 de noviembre de 2022.

## Diseño y especificaciones

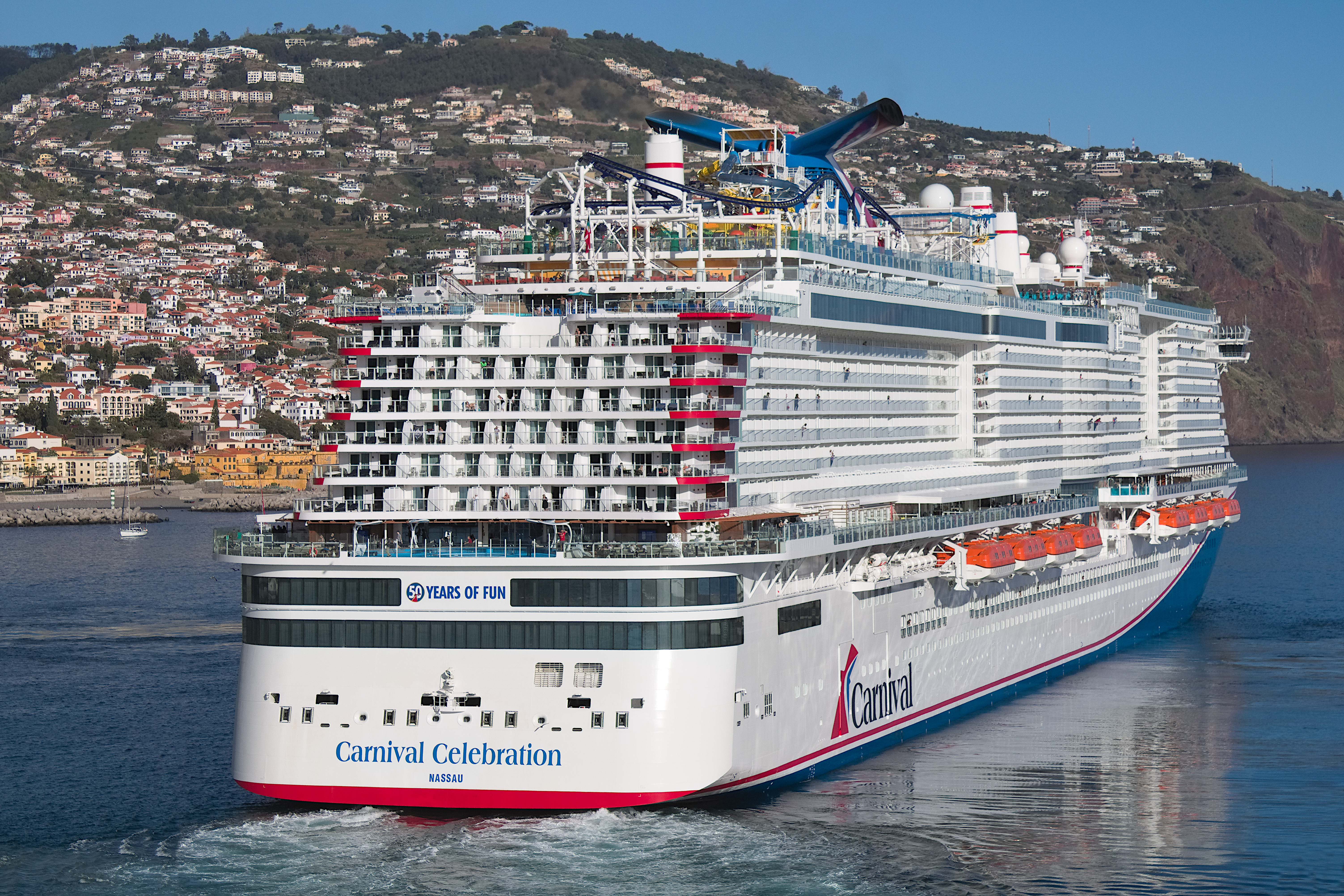
Carnival Celebration saliendo de Funchal

Carnival Celebration se divide en seis zonas que incorporan elementos y espacios temáticos que albergan actividades y eventos y también albergan varios restaurantes y tiendas. En sus cubiertas superiores, Carnival Celebration alberga la zona "Ultimate Playground", donde se encuentra la montaña rusa a bordo, denominada "Bolt". Diseñado por Maurer AG, el paseo consta de autos autopropulsados que viajan en una pista de 800 pies y pueden viajar hasta 40 mph (64 km/h). "Bolt" está acompañado por un extenso parque acuático y un centro deportivo.
Específicamente para Carnival Celebration, una nueva zona llamada The Gateway presenta el bar y salón Golden Jubilee. Esto no solo está dedicado al 50 aniversario de la línea de cruceros, sino que también presenta réplicas y artículos originales tomados de barcos retirados del pasado, desde el Mardi Gras original hasta Carnival Fascination. Esto reemplaza al Brass Magnolia que se presenta en su barco hermano, Mardi Gras.

## Área de operación
El barco opera actualmente desde Miami, Florida, navegando en una combinación de cruceros de 6 a 8 días al este, oeste y sur del Caribe después de un crucero transatlántico de 14 días, que partió de Southampton, Inglaterra, el 6 de noviembre de 2022.